# Coldirodi
Coldirodi is een plaats (frazione) in de Italiaanse gemeente Sanremo.